# Nyassachromis
Nyassachromis és un gènere de peixos de la família dels cíclids i de l'ordre dels perciformes.

## Distribució geogràfica
És endèmic del llac Malawi (Àfrica oriental).

## Taxonomia
- Nyassachromis breviceps (Regan, 1922)
- Nyassachromis leuciscus (Regan, 1922)
- Nyassachromis microcephalus (Trewavas, 1935)
- Nyassachromis nigritaeniatus (Trewavas, 1935)
- Nyassachromis purpurans (Trewavas, 1935)
- Nyassachromis serenus (Trewavas, 1935)[4][5][6][7][8]